# Strychnos thorelii
Strychnos thorelii är en tvåhjärtbladig växtart som beskrevs av Jean Baptiste Louis Pierre och Paul Louis Amans Dop. Strychnos thorelii ingår i släktet Strychnos och familjen Loganiaceae. Inga underarter finns listade i Catalogue of Life.